# Miracle Love (アルバム)
『Miracle Love』（ミラクル・ラブ）は、原田真二の12作目のオリジナルアルバム。1992年11月21日に日本コロムビアからリリースされた。

## キャッチ・コピー
- 日本の音楽シーンを振り返ると必ずこの男がいた。永遠に音楽アイドル。

## 解説
- 日本コロムビア移籍第1弾アルバム。当時のオリコン広告には、伊藤銀次・カールスモーキー石井・中村雅俊・松岡英明・YOU・ASKAといった人たちからの応援メッセージが掲載された。
- 前年、このアルバムの前に自主レーベルから発売されたライブアルバムのインナーカードに、「優しさとは、僕にとってハピネスに到達するための道標であり、時代を切り開く剣 」といった内容の、今後の方向性をコメントしたものが掲載された。このコメントと同様の言葉がアルバムのタイトルチューン「Miracle Love」にも盛り込まれた。当時の本人のアルバム説明でも、「前作（KINDNESS）をさらに突き詰め、勇気と優しさ、強い優しさを持つこと 」といった内容のものであった。「とてもパワフルなエネルギーが出ているアルバムではないでしょうか[1]」と記している。

## 収録曲
1. Friday Night Club Special　 (3:03)
  - 1985年より行っていたクラブ・ライヴのテーマとして使用されていた。ラップやスクラッチを取り入れた曲で、当時のライブやテレビでもダンスを伴ったパフォーマンスが披露された。
2. Go on a Journey (4:02)
3. She's Real Cool (4:55)
4. Melodies of Romances (5:05)
5. Lost Love (4:49)
6. Saturday Blue (5:36)
  - ライブアルバム『ACOUSTIC NIGHT 1 ‐KINDNESS WAVE‐』のMCタイトルとなった「鏡理論」を歌詞に盛り込んでいる。
7. Whisper (3:49)
  - シングル「Miracle Love」のC/W。
8. Healing the World (5:11)
  - 冒頭の英語セリフは原田真二のSons。ラストのゴスペル風コーラスは自身のバンドThe Airのメンバーや長男翔音が参加。テレビやライブでもThe Airとのダンスを伴ったパフォーマンスを披露。
9. Miracle Love (Album Version) (5:28)
  - 移籍第1弾シングルのアルバムバージョン。勇気と優しさが描かれた、強い意思表明ともいえる歌詞のポップチューン[2]。
10. Heart Aid (7:07)
  - 90年代前半からすでに弾き語りされていたナンバーにオーケストレーションをつけ、壮大なメッセージバラードとして収録。ラストはゴスペル風一人多重コーラスで迫る[3]。

### Writers
- All Songs Written，Composed and Arranged　by Shinji Harada
- (Except, 「Friday Night Club Special」「Melodies of Romances」 Rap Written by Mary Stickels)

## MUSICIANS
- PRODUCED AND ALL PERFORMED BY SHINJI HARADA
- Recorded and Mixed by Shinji Harada
- Assistant Engineer： Akira Suzuki

### Additional Musicians
- Chorus：TAIGO, AKIRA, SESERA ＆ AMU (THE AIR), Sean Harada